# Vysoká (okres Sabinov)
Vysoká je obec na Slovensku v okrese Sabinov. První písemná zmínka o obci pochází z roku 1278.

## Obyvatelstvo
V roce 2013 měla obec 134 obyvatel.

## Kultura a zajímavosti
Pramen u kaple – Pramen se nachází u vjezdu do obce, kde se nachází i kaple. O jejím založení lidé vyprávějí takovou pověst. „Stará panna jménem Petrova Hana bydlící pod hřbitovem, byla velmi zbožná osoba. Prý byla nezdravá, měla špatnou chorobu, asi padoucnicí. K ní chodil každou noc z hřbitova duch – farář a kázal jí, aby lidé vystavěli kapli. Jednou ji farářův duch odvedl na místo nynější Kapličky. Vytyčil místo a vykolíkoval ho. Současně přikázal, aby blízký pramen vody každoročně světili.“
U tohoto pramene se každoročně koná velká odpustová slavnost spojená se svěcením pramene a pro vodu si tu chodí lidé i z okolních vesnic. Kaple je zasvěcena jménu Panny Marie.
Voda z tohoto pramene je téměř vždy čistá, i když ostatní prameny jsou kalné a má stálou teplotu asi 3 °C. Pomáhá při všech neduzích. Žádný výzkum v této oblasti se v obci zatím neuskutečnil. Kvůli své vysoké kvalitě se také používá při ředění slivovice. Ta má pak také, blíže nespecifikované, léčivé účinky.

### Sport
Každoročně 31. prosinec, tedy na Silvestra se koná turistický výstup na nedaleký kopec, Homolka.

### Kulinářské speciality
Mezi známé kulinářské speciality patří Pirohy.